# International Music Summit
International Music Summit (IMS) es una conferencia de música electrónica de baile (EDM) de tres días de duración que se celebra en Ibiza. Su fundador, Pete Tong, la describe como «un intenso ambiente de trabajo en red con el glamur y la ostentación de mi isla de fiesta favorita, Ibiza, pero con el espíritu de Back to Business y que conduce al fin de semana de la fiesta oficial de apertura de Ibiza». La conferencia se considera un competidor directo de la Winter Music Conference de Miami. 

## Historia
La primera International Music Summit (Cumbre Internacional de la Música en español) tuvo lugar en 2008 y estuvo abierta a 300 delegados. En 2009, el número de acreditaciones disponibles aumentó a 400 y se añadió un espacio de exposición para 30 empresas. Entre los DJ y productores que asistieron a la cumbre de 2008 se encontraban Neil Barnes de Leftfield, Layo & Bushwacka!, François K, Richard Norris de Beyond the Wizard's Sleeve, Robbie Rivera, Fred Deakin de Lemon Jelly, Rob da Bank y Tom Middleton.
El evento de 2009 contó con la presencia de mánagers/agentes de artistas, DJ y productores como Simian Mobile Disco, Underworld, Mark Ronson, Little Boots, Charlie May, Paul Oakenfold, Röyksopp, Moby, Carl Cox y Mylo, así como representantes de eventos/clubes como Creamfields, Bestival y Pacha. También hubo un discurso de apertura a cargo del músico canadiense Richie Hawtin.
El evento de 2011 incluyó un evento de Speed Pitching con George Ergatoudis, el jefe de música de la BBC Radio One, y el gran final fue una fiesta de clausura en el Baluarte de Santa Lucía, en Dalt Vila, Patrimonio de la Humanidad de la UNESCO, en la ciudad de Ibiza, con sets de Pete Tong, Dubfire, Jason Bentley y 2manydjs.
Las conferencias de 2020 y 2021 no pudieron celebrarse debido a la pandemia de Coronavirus. En 2022 será la primera vez que el evento se celebre en el hotel resort Destino Ibiza de Pacha.

## Temas
- 2008 Tom Middleton - «Remember the Love»

Remix por Wayne de Soul Avengerz
- 2009 Dirty Vegas - «Tonight»

Remix por Jono Grant de Above & Beyond

## Informes del sector
El informe de negocios de 2014 de la Cumbre Internacional de la Música, estimó el mercado de la industria EDM en 6.200 millones de dólares al año.